# Potere (telenovela)
Potere (Roda de Fogo) è una telenovela brasiliana del 1986 in 179 puntate. Ha per protagonista assoluto Tarcisio Meira, affiancato da Bruna Lombardi, Renata Sorrah, Eva Wilma.
La trama fu scritta da Lauro César Muniz a partire da un canovaccio sviluppato da un gruppo di autori - Dias Gomes, Ferreira Gullar, Euclydes Marinho, Luiz Gleiser, Joaquim Assis, Marília Garcia e Antônio Mercado - della "Casa de Criação Janete Clair", associazione culturale nata nel 1985 con l'intento di formare nuovi sceneggiatori e dedicata alla memoria di Janete Clair, prolifica scrittrice-sceneggiatrice brasiliana.

## Trama
Ambientato a Rio de Janeiro, Potere racconta la storia di Renato Villar. Imprenditore di successo e senza scrupoli, Renato è un uomo capace di tutto per il potere. È sposato a Carolina, ma il loro è solo un matrimonio di apparenza. Carolina, donna fredda e ambiziosa, spera che un giorno il marito possa diventare Presidente della Repubblica. Uno scandalo interno all'impresa di Renato, con relativa denuncia e processo, lo mette a contatto con il giudice Lúcia Brandão, persona incorruttibile e rigorosa. L'uomo prova in tutti i modi a corromperla nel tentativo di liberarsi delle accuse, senza riuscirvi. Nonostante il destino li metta l'uno contro l'altra, tra i due nasce l'amore, provocando in Lúcia un grande conflitto interiore a causa del suo tentativo di far coincidere la vita privata e quella professionale, collegate allo stesso uomo.
La scioccante notizia di essere affetto da un tumore al cervello, e di avere solo sei mesi di vita davanti, cambia radicalmente Renato, che divorzia da Carolina e accetta di vivere apertamente il suo amore per Lúcia. Egli poi decide di destinare parte dei profitti della sua azienda a una fondazione e licenzia tutti coloro che lo hanno tradito nel corso degli anni. Inoltre Renato affronterà un oscuro momento del suo passato, provando a riconquistare l'amore di suo figlio Pedro, nato da una relazione con Maura Garcez. La storia si conclude con la morte di Renato, tra le braccia di Lúcia.

## Distribuzione
La telenovela andò in onda su TV Globo dal 25 agosto 1986 al 21 marzo 1987.
La telenovela fu distribuita in 40 paesi stranieri tra cui Canada, Germania, Francia, Marocco, Romania, Singapore, Svizzera e Benin . In Italia fu trasmessa nel 1988 da TMC , all'epoca controllata dal network brasiliano.

## Colonna sonora
La sigla di apertura, Pra Começar è stata scritta da Antonio Cicero e Marina Lima e interpretata da quest'ultima. Nell'edizione italiana la canzone presenta un testo tradotto (col titolo che diventa L'amore può) ed è eseguita da Valeria Nicoletta.
La colonna sonora della telenovela contiene molti brani, tra cui Transas (Ritchie), Alguém (Kiko Zambianchi), Segredo (Djavan), Invisible Touch (Genesis), Sledgehammer (Peter Gabriel), If Looks Could Kill (Heart), New York, Rio, Tokyo (Trio Rio), You Can’t Get Out Of My Heart (Mike Francis), Ancora con te (Peppino Di Capri).

## Curiosità
- Il titolo originale della telenovela, Roda de Fogo, è anche quello di una precedente produzione televisiva brasiliana (sola attrice ad apparire in entrambe è Eva Wilma).